# Monotomidae
Monotomidae es una familia de coleópteros polífagos. Es cosmopolita, con 250 especies en 35 géneros. La mayoría ocurre en regiones tropicales. Muchas especies han sido introducidas en otras partes del mundo.
Son estrechos, alargados, con lados relativamente paralelos. Las antenas tienen diez segmentos, lo que los distingue de otros Cucujoidea.

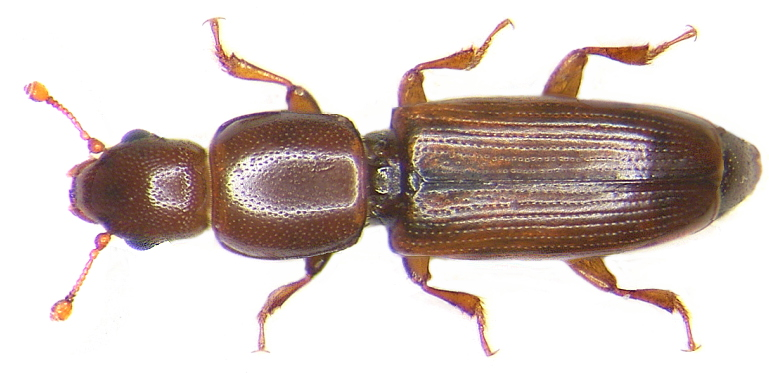
Rhizophagus depressus

Son depredadores y micófagos.

## Taxonomía
Se reconocen los siguientes subfamilias, tribus y géneros:
Lenacinae Crowson, 1952
- Lenax Sharp, 1877

Monotominae Laporte, 1840
- Europini Sen Gupta, 1988
  - Afrobaenus Sen Gupta & Pal, 1995
  - Aneurops Sharp, 1900
  - Bactridium J.LeConte, 1861
  - Barunius Sen Gupta & Pal, 1995
  - Crowsonius Pakaluk & Slipinski, 1993
  - Eporus Grouvelle, 1897
  - Europs Wollaston, 1854
  - Hesperobaenus J.LeConte, 1861
  - Hiekesia Sen Gupta & Pal, 1995
  - Indoleptipsius Pal, 2000
  - Kakamodes Sen Gupta & Pal, 1995
  - Leptipsius Casey, 1916
  - Macreurops Casey, 1916
  - Malabica Sen Gupta, 1988
  - Malinica Sen Gupta, 1988
  - Mimema Wollaston, 1861
  - Mimemodes Reitter, 1876
  - Monotomopsis Grouvelle, 1896
  - Monotopion Reitter, 1884
  - Noveurops Sen Gupta & Pal, 1995
  - Pararhizophagus Méquignon, 1913
  - Phyconomus LeConte, 1861
  - Pycnotomina Casey, 1916
  - Renuka Sen Gupta, 1988
  - Rhizophagoides Nakane & Hisamatsu, 1963
  - Rumnicus Sen Gupta & Pal, 1995
  - Tarunius Sen Gupta, 1977
- Monotomini Laporte, 1840
  - Monotoma Herbst, 1793

Rhizophaginae Redtenbacher, 1845
- Rhizophagus Herbst, 1793

Thioninae Crowson, 1952
- Arunus Sen Gupta & Pal, 1995
- Shoguna Lewis, 1884
- Thione Sharp, 1899